# Laem Ngop (huyện)
Laem Ngop (tiếng Thái: แหลมงอบ) là một huyện (amphoe) của tỉnh Trat, phía đông Thái Lan.

## Lịch sử
The district được thành lập năm 1897 với tên Ko Chang. Trụ sở huyện nằm ở Ban Dan Kao trên Ko Chang. Huyện này quản lý toàn bộ các đảo của tỉnh Trat. Năm 1939, huyện được đổi tên theo vị trí trụ sở mới.

## Địa lý
Các huyện giáp ranh (từ phía bắc theo chiều kim đồng hồ) là: Khlung của tỉnh Chanthaburi, Khao Saming, Mueang Trat của tỉnh Trat và vịnh Thái Lan.

## Hành chính
Huyện này được chia thành 4 phó huyện (tambon), các đơn vị này lại được chia ra thành 25 làng (muban). Có hai thị trấn (thesaban tambon) - Laem Ngop nằm trên một phần của tambon Laem Ngop, và Nam Chiao nằm trên toàn bọ tambon Nam Chiao. Có 3 Tổ chức hành chính tambon.
| 1. | Laem Ngop  | แหลมงอบ |  |
| 2. | Nam Chiao  | น้ำเชี่ยว  |  |
| 3. | Bang Pit   | บางปิด   |  |
| 7. | Khlong Yai | คลองใหญ่ |  |

Các số không có trong bảng nay thuộc các huyện Ko Kut và Ko Chang.